# 生源寺希璵
生源寺 希璵（しょうげんじ まれとき、文化4年（1807年） - 明治4年9月4日（1871年10月17日））は、江戸時代の神職、公卿。日吉大社社司。
文化4年（1807年）に生まれる。父は生源寺希烈、弟に藤井希璞。子に生源寺希徳。
安政5年3月24日（1858年5月7日）、52歳で従三位に叙され、公卿に列せられた。明治元年まで従三位非参議であった。明治4年（1871年）死去。